# Astragalus podlechii
Astragalus podlechii är en ärtväxtart som beskrevs av I.Deml. Astragalus podlechii ingår i släktet vedlar, och familjen ärtväxter. Inga underarter finns listade i Catalogue of Life.